# Russula amoenicolor
Russula amoenicolor är en svampart som beskrevs av Romagn. 1962. Russula amoenicolor ingår i släktet kremlor och familjen kremlor och riskor.  Artens status i Sverige är: Ej påträffad. Inga underarter finns listade i Catalogue of Life.

## Bildgalleri